# Miasto aniołów 2
Miasto aniołów 2, inny tytuł Szacunek (ang. Juice) – amerykański dramat kryminalny z 1992 roku w reżyserii Ernesta Dickersona, który wspólnie z Gerardem Brownem był także współautorem scenariusza. W rolach głównych wystąpili Omar Epps, Tupac Shakur, Jermaine Hopkins, Khalil Kain oraz Samuel L. Jackson. Zdjęcia kręcono w Nowym Jorku.

## Fabuła
Film opowiada o losach czterech przyjaciół z Harlemu. Q, Bishop, Raheem i Steel regularnie nie uczęszczają do szkoły, oraz kradną płyty w sklepie. Są nękani przez policję, a także gang Portorykańczyków, kierowany przez Radamesa. Pewnego dnia dowiadują się, że ich kolega ginie podczas strzelaniny w pobliskim barze. Cała czwórka postanawia napaść na sklep. Podczas napadu Bishop zabija sprzedawcę, a następnie, podczas ostrej wymiany zdań, także Raheema. Unikając aresztu postanawia zabić także Stelle'a i Q.

## Obsada
- Omar Epps jako Q
- Tupac Shakur jako Bishop
- Jermaine Hoppkins jako Steel
- Khalil Kain jako Raheem
- Cindy Herrom jako Yolanda
- Vincent Laresca jako Radames
- Samuel L. Jackson jako Trip

## Ścieżka dźwiękowa
Ścieżka dźwiękowa do filmu została wydana 31 grudnia 1991 roku nakładem wytwórni MCA Records. Album okazał się sukcesem, plasując się na 17. miejscu listy sprzedaży Billboard 200.